# Droga krajowa B15 (Austria)
Droga krajowa B15 (Mannersdorfer Straße)  - droga krajowa w Austrii. Arteria zaczyna się na dalekich przedmieściach Wiednia i prowadzi w kierunku południowo-wschodnim. Z Maria-Lanzendorf arteria prowadzi do skrzyżowania z Burgenland Straße w rejonie Jeziora Nezyderskiego. Trasa jest jedno-jezdniowa.